# Kazimierz Smolski
Kazimierz Smolski vel Kazimierz Sołka vel Jerzy Adamowicz pseud.: Sosna, Szkło, Sosiński (ur. 10 czerwca?/23 czerwca 1913 w Doniecku, zm. 18 lipca 1985 w Szczecinie) – oficer Wojska Polskiego, Polskich Sił Zbrojnych i Armii Krajowej, kapitan artylerii służby stałej, cichociemny.

## Życiorys
Urodził się w rodzinie Karola, inżyniera górniczego pracującego w kopalni węgla kamiennego, i Marii z domu Jasiukowicz. Po ukończeniu Państwowego Gimnazjum im. Stanisława Staszica w Sosnowcu i zdaniu matury w 1931 roku kontynuował naukę na Wydziale Matematyki Uniwersytetu Warszawskiego. Po 2,5 roku studiów przeniósł się do Szkoły Podchorążych Rezerwy Artylerii we Włodzimierzu Wołyńskim, a następnie uczył się w Szkole Podchorążych Artylerii w Toruniu. Na stopień podporucznika został mianowany ze starszeństwem z 1 października 1937 roku i 38. lokatą w korpusie oficerów artylerii. W marcu 1939 roku pełnił służbę w 23 pułku artylerii lekkiej w Będzinie na stanowisku dowódcy plutonu zwiadowców szkoły podoficerskiej.
W kampanii wrześniowej 1939 walczył na stanowisku oficera obserwacyjnego macierzystego pułku, z którym brał udział w ciężkich walkach między Będzinem a Tomaszowem Lubelskim. 23 listopada przekroczył granicę polsko-słowacką. Dotarł do Francji w grudniu 1939 roku i 1 stycznia 1940 roku wstąpił do Polskich Sił Zbrojnych i został przydzielony do Ośrodka Wyszkolenia Oficerów Artylerii w La Roche-sur-Yon. Prowadził szkolenia podchorążych w oddziałach francuskich. W czerwcu 1940 roku ewakuował się do Wielkiej Brytanii, gdzie został przydzielony do 4 dywizjonu artylerii lekkiej 4 Brygady Kadrowej Strzelców. 20 marca 1941 roku awansował na porucznika.
Zgłosił się do służby w kraju. Po przeszkoleniu w dywersji został zaprzysiężony 28 lipca 1942 roku w Oddziale VI Sztabu Naczelnego Wodza. Zrzutu dokonano w nocy z 3 na 4 września 1942 roku w ramach operacji „Measles” dowodzonej przez por. naw. Mariusza Wodzickiego (zrzut na placówkę odbiorczą „Żaba” w okolicy wsi Stachlew). Po aklimatyzacji w Warszawie dostał przydział do Wachlarza na komendanta bazy w Borysowie IV Odcinka.
9 grudnia 1942 roku został aresztowany przez Gestapo „w kotle” w Mińsku po nieudanej akcji wysadzenia niemieckiego transportu kolejowego. 6 lutego 1943 roku był ranny w wyniku wrzucenia granatu do celi w czasie masakry więźniów. Po torturach został wysłany 10 marca 1942 roku do obozu koncentracyjnego Auschwitz-Birkenau, następnie (w grudniu 1944 roku) do Mauthausen-Gusen, Redl-Zipf i Gusen II. 6 maja 1945 roku został uwolniony.
17 lipca 1945 roku powrócił do Polski, ujawnił się i zgłosił do służby w ludowym Wojsku Polskim. Przydzielono go do 14 Brygady Artylerii Przeciwpancernej w Tomaszowie Mazowieckim. Wiosną 1946 roku został zdemobilizowany.
Od 1946 roku pracował w Ministerstwie Rolnictwa i Robót Rolnych jako przedstawiciel ds. UNRRA, najpierw w Trójmieście, później w Szczecinie. W latach 1948–1950 pracował w szczecińskim oddziale firmy C. Hartwig Gdynia, później był kierownikiem Biura Portowego w Zarządzie Portu Szczecin w Świnoujściu, a od 1974 roku był głównym dyspozytorem w tym przedsiębiorstwie. W 1979 roku przeszedł na emeryturę.
Według dokumentów IPN został zwerbowany w charakterze informatora przez Wojewódzki Urząd Bezpieczeństwa Publicznego w Szczecinie. Jednak według sprawozdań pracowników UB nie przekazywał żadnych wartościowych informacji.
Ożenił się w 1946 roku z Aleksandrą Łyś (ur. w 1923 roku), mieli dwóch synów. Zmarł 18 lipca 1985 roku w Szczecinie. Pochowany został na cmentarzu Centralnym w Szczecinie (kwatera 69C).

## Ordery i odznaczenia
- Krzyż Srebrny Orderu Virtuti Militari